# Żarnowica Duża
Żarnowica Duża [pronunciación en polaco: /ʐarnɔˈvit͡sa ˈduʐun/] es un pueblo ubicado en el distrito administrativo de Gmina Wolbórz, dentro del Distrito de Piotrków, Voivodato de Łódź, en Polonia central. Se encuentra aproximadamente a 5 kilómetros al sur de Wolbórz, a 14 kilómetros al noreste de Piotrków Trybunalski, y a 44 kilómetros al sureste de la capital regional Łódź.
El pueblo tiene una población de 400 habitantes.